# Arnaud Huygues des Étages
Arnaud Emile Benoit Huygues des Étages (30 dicembre 1985) è un calciatore francese, portiere dell'Aiglon du Lamentin e della Selezione martinicana.

## Carriera

### Nazionale
Ha debuttato in Nazionale il 13 ottobre 2019, in Honduras-Martinica (1-0). Ha partecipato, con la nazionale, alla CONCACAF Gold Cup 2019 ed alla CONCACAF Gold Cup 2021.